# Apel·les (gnòstic)
Apel·les (en grec antic: Ἀπελλῆς, Apelles) fou un gnòstic del segle ii.
Era deixeble de Marció, de qui va discrepar en diversos punts de l'Antic Testament, negant la divinitat del cos humà de Crist i negant la resurrecció. Suposadament, a l'escola de Marció va tenir relacions amb Filomena, que li va fer modificar les seves antigues creences, i el va persuadir que les profecies venien d'un esperit contrari a l'esperit únic; per aquest motiu va ser expel·lit de l'escola. A més de Marció, Apel·les s'enfrontà també amb Corodó, un altre membre de l'escola marcionita.
Va escriure l'obra Sil·logismes amb l'objecte de demostrar que els escrits de Moisès eren falsos. L'obra no s'ha conservat, però devia ser llarga, atès que s'esmenta el volum 38. D'altra banda, atribueix a Apel·les un text apòcrif, l'Evangeli d'Apel·les, avui perdut, i de contingut gnòstic, del qual només es coneixen algunes citacions fetes pels Pares de l'Església, especialment per Jeroni i Epifani.